# Dr. Mario 64
Dr. Mario 64 est un jeu vidéo de puzzle sorti en 2001 en Amérique du Nord sur Nintendo 64. Le jeu a été développé par Newcom et édité par Nintendo. Il fait partie de la série Dr. Mario.

## Système de jeu
Le jeu reprend le gameplay de Dr. Mario. Ainsi, chaque niveau du jeu se déroule dans une bouteille à l'intérieur de laquelle se trouvent des virus de différentes couleurs, soit bleu, rouge ou jaune. Mario lance des pilules bicolores qui tombent du haut jusqu'en bas de l'écran. Le joueur a pour objectif, en déplaçant ces pilules, de créer des colonnes verticales ou horizontales d'une même couleur afin d'éliminer des pilules déjà déposées ou des virus. Le joueur progresse au niveau suivant une fois que tous les virus ont été éliminés.

## Commercialisation
Dr. Mario 64 sort en Amérique du Nord le 9 avril 2001 sur Nintendo 64. Il sort ensuite sur iQue Player en 2003, uniquement en Chine. Le jeu sort pour la première fois au Japon dans un portage du jeu inclus dans la compilation Nintendo Puzzle Collection sortie sur GameCube en 2003. Enfin, il devient disponible pour la première fois en Europe via le service Nintendo Switch Online de la Nintendo Switch à partir du 25 octobre 2021 au lancement du Pack additionnel,.